# Guanyin
Guanyin o Kuan Yin (en xinès tradicional: 觀音, en xinès simplificat: 观音, pinyin: Guānyīn) és un bodhisattva femení associat amb la compassió. Guanyin és el nom xinès per a Avalokiteshvara (sànscrit: अवलोकितेश्वर), bodhisattva de la compassió en el budisme.
Avalokiteshvara, originalment masculí, es va feminitzar i va es transformar en Guanyin quan el budisme es va difondre a la Xina. Es representa, de vegades, amb roba ampla i amb un nen als braços.
S'ha difós i ha estat apropiada per altres religions orientals, incloent el taoisme i la religió popular xinesa.

## Deessa de la misericòrdia
A la Xina és la deessa de la misericòrdia i la compassió. Per influència daoista es representa en forma femenina i maternal. És una de les deïtats més estimades en aquest país. A través de tot l'Orient hi ha altars i temples dedicats a ella. I és que un dels seus atributs és la seva misericòrdia, que la fa accessible a tots. Es creu que ajudarà tothom qui acudeixi a ella en els moments de crisi.
Hom diu que Kuan Yin va néixer amb un rosari de cristall blanc a la mà dreta i una flor de lotus a l'esquerra. Se li atribueix un poder especial davant els perills produïts per l'aigua, els dimonis, el foc o les armes. És considerada una deessa mare, que escolta les oracions d'aquells que volen tenir descendència. Al Vietnam se la considera protectora de desastres.

## Controvèrsies sobre l'origen
Una versió diu que Kuan Yin es va originar en el bodhisattva Avalokiteshvara, i que va sorgir quan a aquest li calia una forma femenina. A la iconografia de l'Índia i del Tibet, Avalokiteshvara es representa de diverses formes, inclosa una amb mil braços i mil ulls. Sovint Avalokiteshvara s'identifica amb Xiva.
Al Tibet, Kuan Yin es coneix com a Chenrezig. Com altres bodhisattves, Chenrezig és vist com un mestre del dharma, literalment manifestat en la persona del Dalai Lama.
Tot i així hi ha llegendes que justifiquen un origen diferent.

## Sincretisme
Certes representacions de Kuan Yin són molt semblants a la de la Verge Maria, no solament en la forma, sinó també en els atributs de la figura. A Taiwan hi ha una organització budista anomenada Tzu-Chi, que celebra i promociona aquest sincretisme, veient-hi una confirmació de la identitat de les aspiracions espirituals. A les Filipines també hi ha membres de la comunitat xinesa que identifiquen la figura de Kuan Yin amb la de la Mare de Déu.